# Jan Steiger
Jan Steiger (* 5. April 1994 in Ulm) ist ein deutscher American-Football-Spieler auf der Position des Left Tackles.

## Werdegang
Steiger begann im Jahr 2016 bei den Neu-Ulm Spartans mit dem American Football. Zuvor hatte er seit seinem fünften Lebensjahr beim SV Ringingen, dem SV Pappelau – Beiningen und dem SV Eggingen Fußball auf der Position des Torwarts gespielt. Zur historisch ersten Saison der European League of Football 2021 wurde Steiger von der Stuttgart Surge unter Cheftrainer Martin Hanselmann verpflichtet. Der Schwabe kam als Stammspieler auf der Position des Left Tackles zum Einsatz, zog sich aber während der Saison eine Schultereckgelenkssprengung zu. Gemeinsam mit der Surge verpasste er bei einer Siegesbilanz von 2-8 die Playoffs deutlich. 2022 verlor er mit der Surge alle zwölf Saisonspiele. Zur Saison 2023 wechselte Steiger zu den Kuopio Steelers in die finnische Vaahteraliiga.

## Privates
Steiger ist Industriemechaniker.